# Spiraea hypericifolia
Spiraea hypericifolia es una especie de arbusto perteneciente a la familia de las rosáceas. Tiene una distribución por el sur de  Europa.

## Descripción

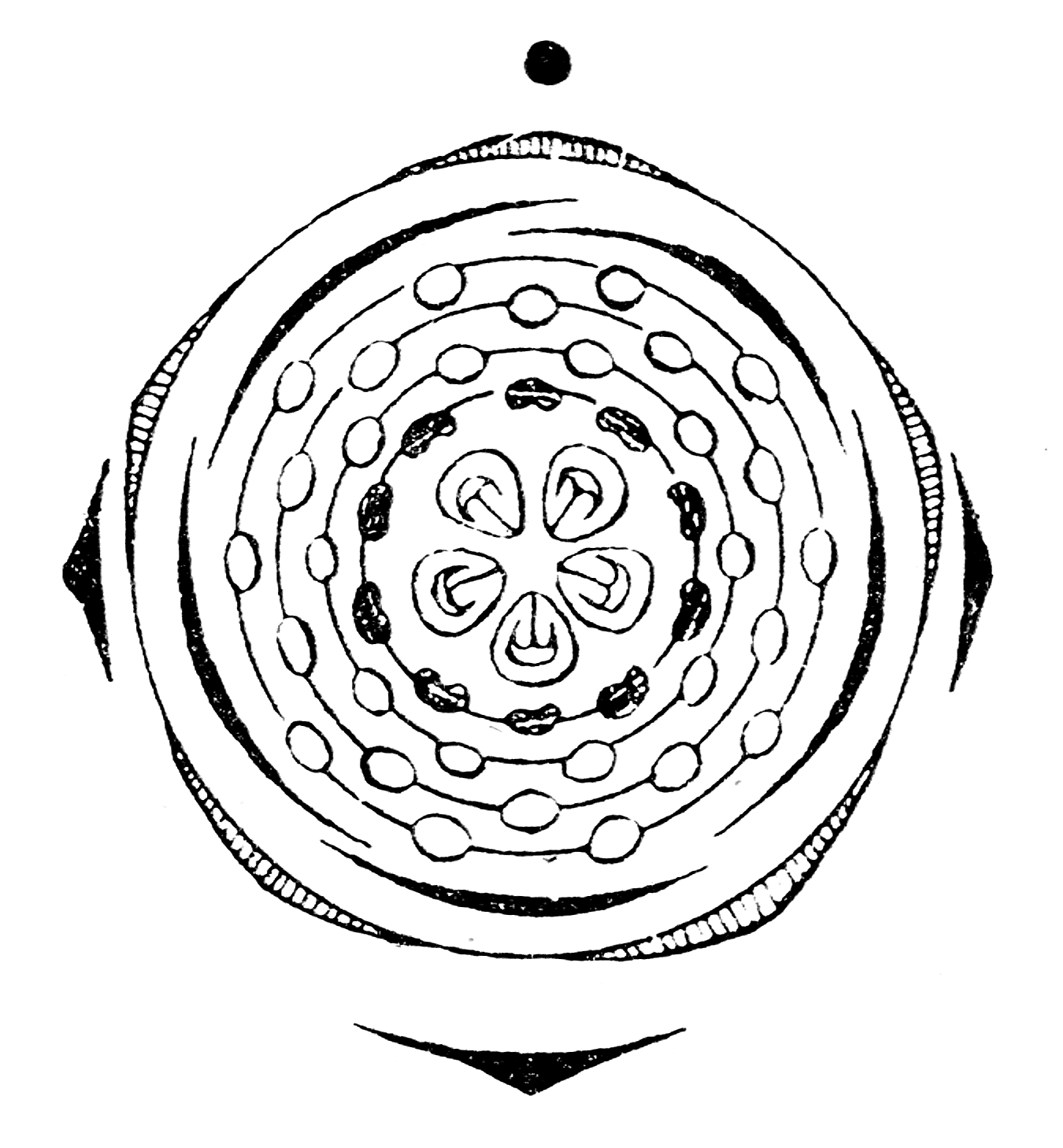
Diagrama de la flor

Es un arbusto de hoja caduca que puede alcanzar un tamaño de entre 50-100 cm de altura, con numerosas ramas arqueadas que otorgan un porte colgante a la planta.  Las hojas son pequeñas, que a veces puede presentar un contorno casi triangular, glabras (sin 
pelos) y de color verde claro. Las hojas de las ramas que presentan flores suelen ser más 
pequeñas con forma ovado-lanceolada. Las flores son pequeñas y están agrupadas en forma de umbelas, son de color blanco, aromáticas, capaces de desarrollarse y permanecer en la planta durante buena  parte del  verano y el otoño. Los frutos de pequeño tamaño son numerosos. Las semillas tienen un color marrón.

## Taxonomía
Spiraea hypericifolia fue descrita por Carlos Linneo y publicado en Species Plantarum 1: 489, en el año 1753.
- Spiraea obovata Waldst. & Kit. ex Willd., Enum. Pl. 1: 541 (1809)
- Spiraea flabellata Bertol. ex Guss., Pl. Rar.: 205 (1826)
- Spiraea hispanica (Willd.) Hoffmanns. & Link, Fl. Portug. 2(22): 490 (1840)
- Spiraea hispanica Gómez Ortega ex C.Vicioso in Anales Jard. Bot. Madrid 6(2): 37 (1946-48), nom. illeg.
- Spiraea rhodoclada Levier in Leresche & Levier, Deux Excurs. Bot.: 26 (1881)[5]

## Nombre común
- Castellano: durillo negro, encineta, escoba, espirea, palilla[5]